# NGC 882
NGC 882 est une galaxie lenticulaire située dans la constellation du Bélier. NGC 882 a été découverte par l'astronome britannique John Herschel en 1831.

## Caractéristiques
Sa vitesse par rapport au fond diffus cosmologique est de NGC 882 est une galaxie lenticulaire située dans la constellation du Bélier. Sa vitesse par rapport au fond diffus cosmologique est de 3 712 ± 26 km/s, ce qui correspond à une distance de Hubble de 54,7 ± 3,85 Mpc (∼178 millions d'al).
NGC 882 présente une large raie HI.